# Alfredo Rollo
Alfredo Rollo (São Paulo, 20 de março de 1974), é um psicólogo, ator, dublador e diretor de dublagem brasileiro. Ele é mais conhecido por ser a voz de Vegeta em Dragon Ball Z e Brock em Pokémon. Atualmente, vive em Portugal, e é casado com a dubladora Melissa Garcia.

## Carreira
Rollo começou no teatro, mas passou a se envolver com a dublagem em 1993, mediante aprovação, por Jorge Barcellos, em um teste no extinto estúdio Megassom. Fez pequenos trabalhos em animes como Samurai Warriors, Super Campeões, Dragon Ball e Sailor Moon. Com a chegada de novas produções do gênero no Brasil, fez teste para ser a voz do Goku, em Dragon Ball Z, mas acabou sendo escalado no papel fixo do, então antagonista, Vegeta. Algo similar aconteceu com Pokémon, onde fez teste para o personagem James, mas acabou sendo escalado para ser a voz de Brock. Aliás, estreou na direção de dublagem justamente em Pokémon.
Sobre o Vegeta, ele acredita que parte do sucesso que o personagem faz com os fãs vêm de uma conexão que eles criam com a jornada e transformações do personagem ao longo das sagas. Frases do personagem ficaram famosas na versão em português brasileiro, inclusive com "mais de oito mil" virando um meme ainda usado décadas após sua estreia. Entretanto, não dublou o personagem na série Dragon Ball Kai devido à desavenças com o estúdio BKS, escolhido para realizar esta dublagem. Decisão tomada por outros dubladores também. O elenco retornou para dublar Dragon Ball Super, e comemoraram fazendo um vídeo de reação assistindo a série juntos.
Quando se mudou para Portugal, acreditou que não trabalharia mais como dublador, mas com a pandemia de COVID-19, muitos estúdios tiveram que se adaptar ao trabalho remoto, o que permitiu que Rollo continuasse na profissão.
Fez a direção de voz do TocaTV, do site O Mundo do Bartô, onde um ratinho animado conduz o programa.
Em 2017, juntou-se aos dubladores veganos Melissa Garcia, Tarsila Amorim, Tess Amorim, Roberto Garcia, Amanda Cappia, Thais Lucena e Luísa Coelho para criar o canal Fala Vegan, com dublagens de vídeos sobre veganismo. Em 2018, realizou uma oficina de teatro gratuita.
Já participou de inúmeros eventos pelo Brasil, como o Anime Friends, a CCXP, e o SANA.

## Prêmios
| Ano  | Premiação     | Categoria                      | Papel/Obra                                | Resultado | Fonte  |
| ---- | ------------- | ------------------------------ | ----------------------------------------- | --------- | ------ |
| 2003 | Prêmio Yamato | Melhor Dublador de Coadjuvante | Brock em Pokémon; Vegeta em Dragon Ball Z | Indicado  | [ 22 ] |
| 2005 | Prêmio Yamato | Melhor Dublador de Coadjuvante | Poseidon em Os Cavaleiros do Zodíaco      | Indicado  | [ 23 ] |
| 2009 | Prêmio Yamato | Melhor Dublador de Coadjuvante | Jim Halpert, em The Office                | Indicado  | [ 24 ] |
| 2009 | Prêmio Yamato | Melhor Direção de Dublagem     | Dr. House                                 | Indicado  | [ 24 ] |

## Papéis em dublagem
Brock, em Pokémon
Vegeta, em Dragon Ball Z
Poseidon, em Os Cavaleiros do Zodíaco
Uryuu Ishida, em Bleach
Jim Halpert, em The Office
Gaudy Gabriev, em Slayers
Tatewaki Kuno, em Ranma ½
Zechs Merquise, em Mobile Suit Gundam Wing
Kageromaru, em InuYasha
Ryo, em Shaman King
Ramura, em Suikoden
Kaneda, em Akira (na dublagem do estúdio Mastersound)
Spaak, em Bucky
Bill, em Gunsmith Cats
Gannicus, em Spartacus: Blood and Sand
Pablo Galindo, em Violetta
Donald Davenport, em Lab Rats
Lass, em Grand Chase
François, em PAW Patrol
Joey Faguno, em Cake Boss
Lucifer Morningstar, em Lucifer
Makoto Hyuuga, em Evangelion 1.11 Você (Não) Está Sozinho
Ennis Del Mar, em O Segredo de Brokeback Mountain
Biron, em Honor of Kings

## Voz original
Billy Doidão/Wallace, em Irmão do Jorel
Papai Maneiro, em Gigablaster
Jack, Kurt Vox e JD, em Os Under-Undergrounds
Medeiros, em Oswaldo

## Direção em dublagem
Dr. House
O Homem Bicentenário
Penetras Bons de Bico
Boyhood
About Time
Precisamos Falar sobre o Kevin
Bob Esponja
Captain Tsubasa

## Direção de voz
TocaTV
Os Under-Undergrounds – O Começo